# 파리 매춘
《파리 매춘》(La Marge, The Margin)은 프랑스에서 제작된 발레리안 보로브츠크 감독의 1976년 드라마 영화이다. 실비아 크리스텔 등이 주연으로 출연하였고 레이몬드 하킴 등이 제작에 참여하였다.

## 출연

### 주연
- 실비아 크리스텔
- 조 달레산드로
- 안드레 팔콘

### 조연
- 도미니크 마르카스
- 루이즈 슈발리에

## 기타
- 원작자: Andre Pieyre De Mandiargues